# Плоское (Омская область)
Пло́ское — деревня в Саргатском районе Омской области. В составе Новотроицкого сельского поселения.

## История
Основана в 1806 году. В 1928 году село состояло из 168 хозяйств, основное население — русские. В административном отношении находилось в составе Плоского сельсовета Саргатского района Омского округа Сибирского края.

## Население
| 1926 | 2010 |
| ---- | ---- |
| 864  | ↘93  |

## Улицы
В деревне имеется одна улица — Центральная.